# 春苅島
春苅島（日语：／ Harukaru tō */?），俄罗斯称其为焦明島（羅馬化：Ostrov Dyomina），是俄日争议南千島群島（北方四島）中齒舞群島的一部分，為一無人島。现为俄罗斯控制，屬於薩哈林州管轄。面積上島、中島、下島合計不到2平方公里。

## 名稱
該島的日語名字來源於阿伊努語「haru-kar-kotan」，意思是「採集大姥百合鱗茎的村莊」；俄语名字「焦明」是为了纪念苏联的地理科学博士、海军少将列昂尼德·亚历山德罗维奇·焦明。

## 現況
俄羅斯實際控制。
日本目前主張擁有北方四島（南千島群島）主權。
俄羅斯在此島部署少量的沿岸警察。

## 外部連結
- misestudchino: 千島列島 - Chishima rettō (archipiélago de las Mil Islas) （页面存档备份，存于）